# Hrádek (ort i Tjeckien, Hradec Králové)
Hrádek är en ort i Tjeckien.   Den ligger i regionen Hradec Králové, i den centrala delen av landet, 90 km öster om huvudstaden Prag. Hrádek ligger 275 meter över havet och antalet invånare är 184.
Terrängen runt Hrádek är huvudsakligen platt. Hrádek ligger uppe på en höjd.Runt Hrádek är det ganska tätbefolkat, med 116 invånare per kvadratkilometer. Närmaste större samhälle är Hradec Králové, 11,2 km öster om Hrádek. Trakten runt Hrádek består till största delen av jordbruksmark.